# Mesocapromys sanfelipensis
La jutía de la Tierra (Mesocapromys Sanfelipensis) es una especie de  roedor de familia Capromyidae, endémica de Cuba.

## Características
La Sanfelipensis es exteriormente muy parecida a la denominada Jutía Rata, pero su colorido es algo más oscuro y en su cola no aparecen los pelos blancos laterales que distinguen a aquella. Su talla es también casi igual, alcanza 250 mm de largo.El área geográfica en que están confinadas presenta una población muy limitada.

## Hábitat
Se localizan en el cayo Juan García, al sur de La Coloma; hasta el presente solo ha sido hallada en esa localidad perteneciente al microarchipiélago de San Felipe, al oeste de la Isla de la Juventud.

## Reproducción
De esta se sabe muy poco, pero como casi todos los mamíferos es vivíparo y la hembra pare a sus hijos de dos a cuatro después de un período de gestación generalmente corto.

## Alimentación
Esta se basa en sustancias vegetales que le sirven de sustento nutricional. Entre otras, ingiere cortezas de los manglares, retoños, raíces tiernas y frutos.
Generalmente toman el agua de la lluvia, pero se considera que no son grandes consumidores de esta debido a que en los parajes donde viven predomina el agua salada.